# Быков, Алексей Юрьевич

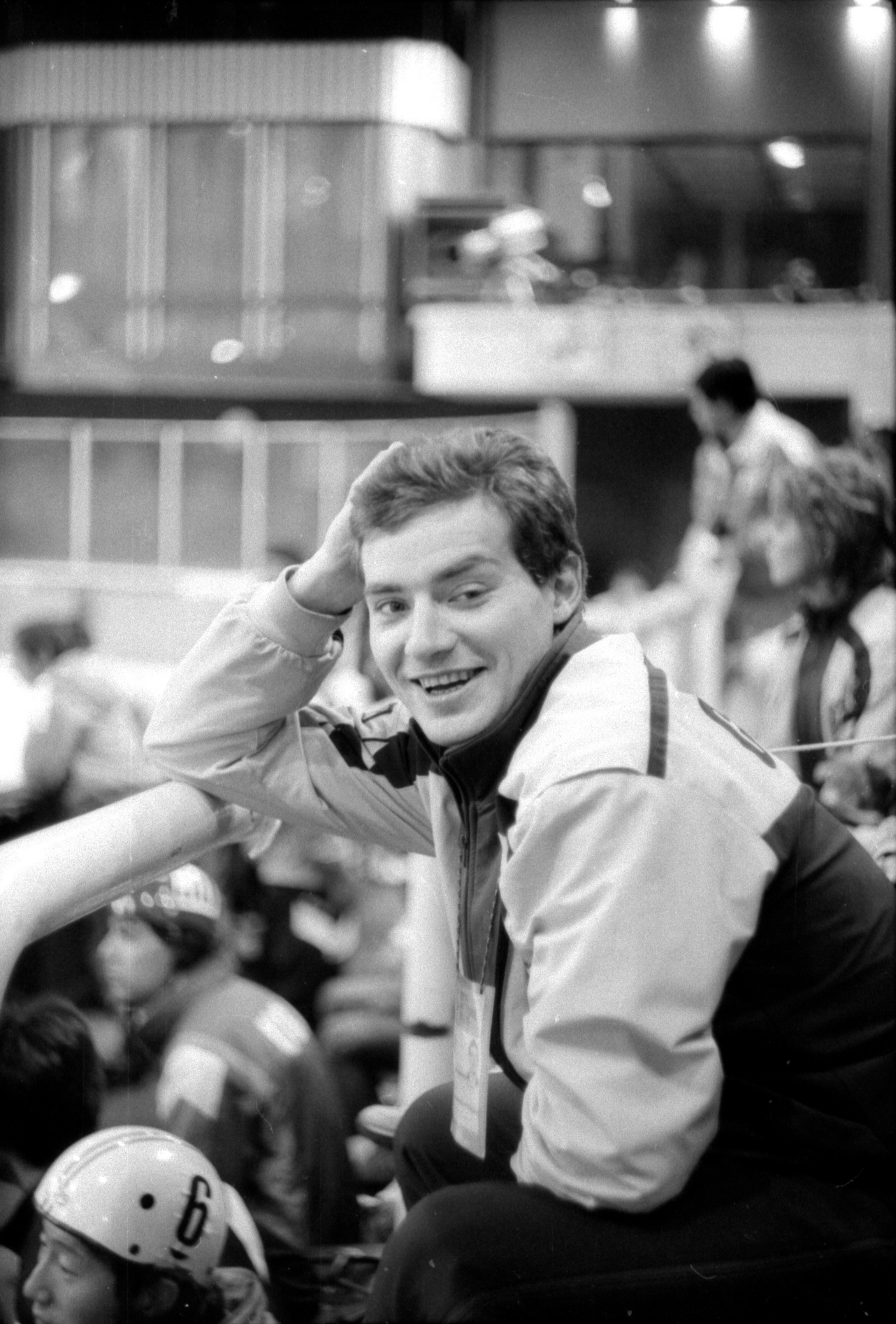

Алексей Юрьевич Быков (род. 10 февраля 1963, Ленинград) — мастер спорта СССР по шорт-треку.

## Биография
Алексей Быков родился 10 февраля 1963 года в Ленинграде.
Его мать, — Быкова Вера Николаевна, — заслуженный тренер России по конькобежному спорту. Отец, Быков Юрий Алексеевич, был тренером по футболу, работал на заводе «Большевик». Мать Алексея, также работала тренером в обуховском спортивном комплексе, где они встретились и поженились. Однако их брак вскоре распался, и Алексей воспитывался матерью и отчимом, Борисом Ароновичем Слуцким.
С детства Алексей занимался конькобежным спортом, достиг определенных успехов, но в юношестве ушел в шорт-трек. Окончил Российский государственный педагогический университет им. А. И. Герцена.
В 19 лет вступил в первый брак, который вскоре распался. 30 апреля 1992 года женился во второй раз на Кропиной Ларисе Аркадьевне. В 1994 году у супругов родилась дочка Александра.
В дальнейшем также работал судьей на международных соревнованиях по шорт-треку.

## Достижения
Алексей Быков является трехкратным чемпионом Ленинграда по шорт-треку. В 1988 году в первый раз стал абсолютным чемпионом СССР. В 1989 году занял третье место на Кубке Европы в эстафете в составе сборной СССР.
На кубке СССР по шорт-треку 1988 года считался одним из троих фаворитов, сумел пробиться в финал. На кубке СССР по шорт-треку 1989 года совершил красивый рывок в полуфинале забега на 1000 метров, по результатам кубка был отобран в сборную команду СССР на Кубок Европы.
- 1989 — третье место на Кубке СССР (шорт-трек, 1500 метров)[5].
- 1988 — чемпион СССР (шорт-трек, 500 метров)[6][7].
- 1988 — второе место на чемпионате СССР (шорт-трек, 3000 метров)[8].
- 1988 — третье место на чемпионате СССР (шорт-трек, 1500 метров)[9].
- 1988 — чемпион СССР (шорт-трек, многоборье)[10].
- 1988 — чемпион СССР (шорт-трек, эстафета 5000 метров)[10].
- 1988 — победитель открытого чемпионата ВДФСО профсоюзов по шорттреку на дистанции 500 метров и в многоборье[11].
- 1989 — третье место на кубке Европы (шорт-трек, эстафета 5000 метров)[12][13].
- 1989 — третье место на международных соревнованиях в Монреале (шорт-трек, 3000 метров) с установлением рекорда СССР (5 минут 18,12 секунды)[14].
- 1989 — второе место на чемпионате СССР (шорт-трек, 1500 метров)[15].
- 1989 — чемпион СССР (шорт-трек, 1000 метров)[16].
- 1989 — разделил второе и третье место с Лымарем на чемпионате СССР (шорт-трек, многоборье)[17].
- 1989 — чемпион СССР (шорт-трек, эстафета 5000 метров)[18].